# Фомин, Фёдор Антонович
Фёдор Антонович Фомин (1795—1848) — русский архитектор; архитектор Области Войска Донского.

## Биография
Родился в 1795 году и происходил из казачьей семьи Войска Донского, впоследствии стал казаком Новочеркасска. 
Учился в Новочеркасской гимназии. Дальнейшего образования не получал. В 1811 году стал помощником у видного столичного архитектора А. И. Руска, присланному из Санкт-Петербурга на работу в Новочеркасск. У него Фёдор Антонович прошёл хорошую школу — изучил «гражданскую архитектуру творческую и практическую». В Новочеркасске Фомин вступил в казачью службу и в 1813 году был удостоен чина урядника.
С 1817 года Фёдор Фомин уже самостоятельно, в качестве вольного архитектора, находился «при войсковых работах, сочинял для карантина казённого планы и фасады и занимался партикулярными храмов божиих и домов строениями». С 1819 года строил известный Егорлыкский карантин. В 1820 году создавал план для Нижнее-Чирской станицы, ставшей впоследствии центром 2-го Донского округа. В 1820—1824 годах он участвовал в строительстве церквей, войсковых и частных зданий в Новочеркасске. В 1823 году он получил первый казачий офицерский чин хорунжего, а в следующем году — должность Новочеркасского городского архитектора. В 1826 году Фомин вместе с подполковником В. И. Миллером освидетельствовал Вознесенскую соборную церковь и представил доклад о необходимости её капитального ремонта, который был произведён в 1833 году. В 1827—1848 годах Фёдор Антонович Фомин занимал должность войскового архитектора Войска Донского, состоя также членом Войсковой строительной комиссии.
В 1833 году по его чертежам и сметам была построена деревянная церковь в станице Мечетинская, основным строительным материалом для которой послужила разобранная деревянная церковь в Раздорской на Дону станице «…для чего предполагают употребить сем и прочие материалы от деревянной церкви, пожертвованной им жителями Раздорской станицы, оставшейся у них праздною, за выстройкою каменной церкви. По чертежам и сметам, составленным, с разрешения Войсковой Канцелярии Войсковым Архитектором Фоминым и разсмотренным другим архитектором Колодиным, на построение церкви в Мечетинской станице …». (ГАРО. Ф. 226. Оп. 1. Д. 1784. Л. 70 об.)
[1] ГАРО. Ф. 226. Оп. 1. Д. 1784. Л. 70 об.
Фомин уделял внимание сооружавшемуся в Новочеркасске соборному храму. В 1828 году он исследовал трещину, которая появилась в южной стене сооружения и пришел к выводу, что она не представляет опасности. В этом же году архитектор спроектировал план, фасад и смету на строительство каменной Александро-Невской (Александровской) церкви в Новочеркасске, которые в следующем году были одобрены императором Николаем I. Однако этот проект не был реализован.
В 1828 году Ф. А. Фомин был произведён в сотники, в 1833 году — в есаулы, а в 1842 году — в войсковые старшины. 11 октября 1843 года Новочеркасский статистический комитет избрал его своим членом-корреспондентом.
Умер донской архитектор 11 августа (по старому стилю) 1848 года. 

## Семья
Был женат на дочери коллежского асессора Анне Андреевне, их бракосочетание состоялось в Рождественской церкви Санкт-Петербурга. Их дети:
- Анна (род. 16 января 1830);
- Иван (род. 5 января 1832), окончил  в Петербурге Академию художеств и пошёл по стопам отца;
- Павла (род. 26 января 1841);
- Никандр (род. 24 сентября 1843), посвятил свою жизнь медицине;
- Ольга  (род. 19 июня 1846);
- Леонила (род. 9 января 1848);
- Николай (дата рождения неизвестна).